# Enterprise Security Architecture

## Архітектура безпеки підприємства (ESA)

### Мета ESA
Він представляє простий, довгостроковий погляд на контроль, забезпечує уніфіковане бачення загальних засобів контролю безпеки, він використовує існуючі інвестиції в технології, забезпечує гнучкий підхід до поточних і майбутніх загроз, а також до потреб основних функцій.

### Життєвий цикл розробки архітектури безпеки (LDSA)
Цілісний життєвий цикл для розробки архітектури безпеки (LDSA), який починається з оцінки бізнес-вимог і подальшого створення «ланцюга відстеження» через етапи стратегії, концепції, дизайну, реалізації та показників.

#### Фреймворки, пов'язані з `LDSA`
1. Захман
2. Шервудська прикладна архітектура безпеки бізнесу ('''SABSA''')
3. NZISM Захисні вимоги безпеки (PSR)
4. Платформа відкритої групової архітектури (TOGAF)

### Як описати детальні вимоги безпеки
Для отримання докладних вимог безпеки можна використовувати наступне:
1. Моделювання загроз, приховані канали та класифікація даних.
2. Класифікація даних, оцінка ризиків і приховані канали.
3. Оцінка ризиків, приховані канали та моделювання загроз.
4. Моделювання загроз, класифікація даних та оцінка ризиків.

У той час як згідно з OWASP, " Моделювання загроз працює для виявлення, передачі та розуміння загроз і пом'якшення в контексті захисту чогось цінного. "

### Міжнародно визнані стандарти безпеки
Наступні стандарти безпеки є міжнародно визнаними для надійної практики безпеки:
1. ISO 15408
2. ISO 27018
3. ISO 12207
4. ISO 25010
5. ISO 31000
6. ISO 27001
7. ISO 27036-2

Стандарт ISO 31000 зосереджений на стандартизації та сертифікації системи управління інформаційною безпекою (ISMS) організації.

### Деякі властивості, що використовуються в ISMS
1. Проста власність
2. *(зірка) властивість
3. Властивість виклику
  1. Властивість виклику унікальна для моделі цілісності Biba.
4. Сильна * (зірка) властивість

__________________________________________________
Сертифікації безпеки інформаційних систем (CISSP).
1. ↑  Certification Specialist in Information Systems Security. go.itpro.tv (англ.). Процитовано 3 грудня 2022.{{cite web}}:  Обслуговування CS1: Сторінки з параметром url-status, але без параметра archive-url (посилання)